# Teatro del Príncipe Alfonso
El Teatro del Príncipe Alfonso —también conocido popularmente como Teatro Circo de Rivas o Teatro y Circo de Madrid— fue un teatro y circo de la ciudad española de Madrid, situado en el Paseo de Recoletos.

## Historia
Su construcción —encargada por Simón de las Rivas— comenzó en 1862, según proyecto de José María Guallart, y finalizó en 1863. El diseño arquitectónico estuvo inspirado en el del circo de los Campos Elíseos de París. El circo sería inaugurado el 7 de mayo de 1863 y en un primer momento compitió con los espectáculos circenses de Thomas Price que también tenía local en el paseo de Recoletos.

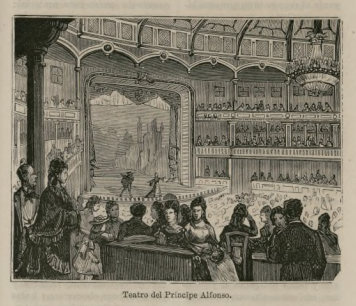
Interior del teatro, en la Guía de Madrid, manual del madrileño y del forastero (1876) de Ángel Fernández de los Ríos.

El cronista de la villa Víctor Ruiz Albéniz hizo hincapié en la reconversión del edificio, inicialmente centrado en espectáculos circenses para terminar transformado en teatro hacia 1870, destacando sin embargo las «deplorables» condiciones acústicas, visuales y de temperatura de este para albergar obras teatrales, en cambio Velasco Zazo lo describiría como «el más hermoso y cómodo que tenía Madrid». Esta transformación en teatro se vio favorecida por la inclusión en 1868 de un gran escenario. Llegó a ser sede de la Sociedad Artístico-Musical de Socorros Mutuos, además de albergar conciertos, bailes y espectáculos de ópera.

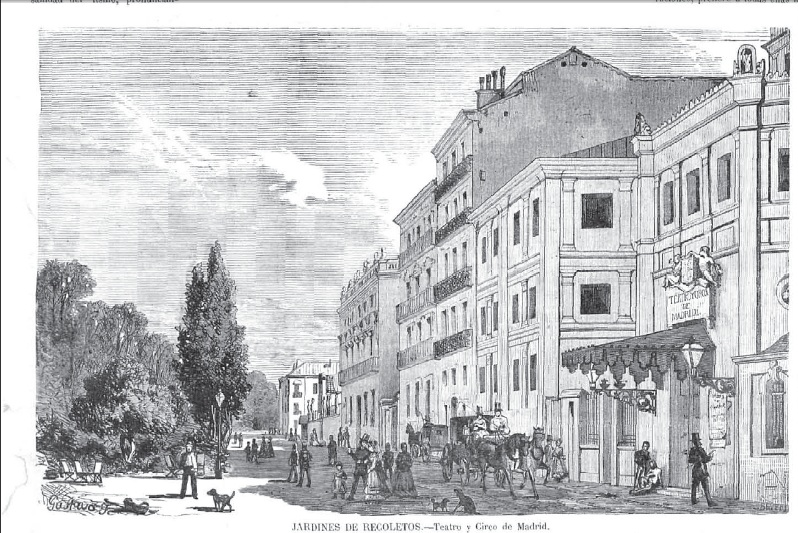
Entrada del teatro, en La Ilustración Española y Americana.

En 1875 fue alquilado por el empresario teatral Francisco Arderíus, que usaría el espacio durante los siguientes cuatro años, aunque los de 1877 y 1878 lo compartiría con dos compañías de ópera italiana. El 4 de abril de 1880 sucedió un sangriento episodio en el teatro, en el que un hombre desconocido, que llegó a ser conocido como «el hombre del hacha», irrumpió en el teatro armado con dicha arma hiriendo a varias personas. Fue abatido de un disparo, su identidad se correspondía al parecer con la de un tal «José Traval Brunel». En 1883 comenzaría la progresiva decadencia del teatro, aunque experimentaría todavía cierto auge hacia 1888 y 1889. El edificio fue finalmente demolido hacia 1898. Según Navascués Palacio sobre el solar resultante se edificaría unos años después el Teatro Lírico.